# Гранжан, Николай
Николай Гранжан (дат. Nikolaj Grandjean, род. 1973) — датский певец, автор песен и продюсер.

## Биография
Николай Гранжан родился в 1973 году в городе Копенгаген, Дания. Ещё ребёнком обнаружив свой музыкальный талант, он сочинял песенки для дней рождения. В раннем возрасте он научился играть на барабанах и писал рэп-тексты; впоследствии, будучи подростком, начал играть на гитаре. При этом сразу же стал писать и играть свои песни, в отличие от сверстников, учащихся играть известные.
В начале своей карьеры Гранжан играл во многих рок-группах, никогда не испытывая радости от того, что написание песен приходилось делить ещё с кем-то. В сотрудничестве с датской певицей Таней Тулау (Tanja Thulau) и продюсером Пером Вибсковым (Per Vibskov) им был подписан контракт с Sony. Создание альбома заняло 3 года, после чего он был оставлен лейблом.
В начале тысячелетия Гранжан был номинирован на датскую премию Грэмми как Лучший автор песен. Совместно с Таней Тулау (Tanja Thulau) и молодыми талантливыми джазовыми музыкантами он формирует группу Luke, играя музыку с достаточно мечтательным электронным звуком. Будучи автором песен, гитаристом и совокалистом, Гранжан много работает. Luke выпускает три альбома, ‘Luke’ (2003), ‘Nurse and Amaze’ (2005) и ‘Guaratiba’ (2006), за что в 2003 году зарабатывает ещё одну номинацию на премию Гремми как лучший новый исполнитель Дании.
Во время записи одного из альбомов группы Luke в горах Бразилии[уточнить], Гранжан приобрёл необходимый опыт использования звукозаписывающей аппаратуры. Совместно с другом детства, оперным певцом и популярным телеперсонажем Миккелем Ломборгом (Mikkel Lomborg) он решает в дальнейшем самостоятельно записывать свои песни теперь уже как певец. Этот творческий союз означал радикальную перемену в его жизни и карьере. При поддержке представителя звукозаписывающей компании, диджея, продюсера и записывающегося исполнителя Кеннета Бейгера (Kenneth Bager), в 2008 году вышел его дебютный сольный альбом «Carrying stars». Некоторое время Гранжан гастролировал по миру, выступив более ста раз на больших и малых концертных площадках, в том числе в сопровождении Датского национального женского хора (Danish National Radios Girlschoir).
Несколько его песен было использовано в фильмах и телесериалах. В 2011 году он написал музыку к швейцарско-итальянскому фильму «Летние игры» («Summer Games» (2011)). Его песня «Shift to reverse» (2008) была использована в серии второго сезона сериала «Дом лжи» («House of lies», 2012). Песня «Heroes and Saints» (2008) была использована в бразильском телесериале Прожить жизнь («Viver a vida», 2009), что принесло ему достаточно много внимания в странах, говорящих на португальском языке.
Совместно с другом Миккелем Ломборгом (Mikkel Lomborg) Гранжан также записал и спродюсировал альбом развлекательно-обучающих детских песен, который впоследствии стал платиновым.
В 2013 году он начал сотрудничать с датским рэпером и продюсером, профессионально известным как Machacha, над экспериментальным проектом ‘Dobbeltsyn’. Их первый совместный альбом запланирован к выходу в 2014 году.
В 2013 году немецкая звукозаписывающая компания Embassy of Music подписала с Гранжаном контракт. Его новый альбом 'Together' вышел 2 мая 2014 года.

## Дискография
- 2008 — «Carrying stars» (как n*grandjean)
- 2009 — «Love Rocks EP» (как n*grandjean)
- 2009 — «Wake Up EP» (как n*grandjean)
- 2010 — «Skæg med Bogstaver»
- 2011 — «Fairly young» (как n*grandjean)
- 2012 — «Rivers and oceans» (как n*grandjean)
- 2014 — «Together» (как Grandjean)
- 2020 — «Seven wild horses» (как Nikolaj Grandjean)
- 2020 — «Try and hold on» (Single)
- 2021 — «Heart of stone» (Single)
- 2021 — «Snowriders» (Single)
- 2021 — «Beating up a grown man» (Single)
- 2021 — «The wide open» (как Nikolaj Grandjean)
- Номинации
- 2000 — Датская премия Гремми как Лучшему автору песен[18]
- 2003 — Датская премия Гремми как Лучшему новому исполнителю (в составе группы Luke)[4]